# Ha'apai

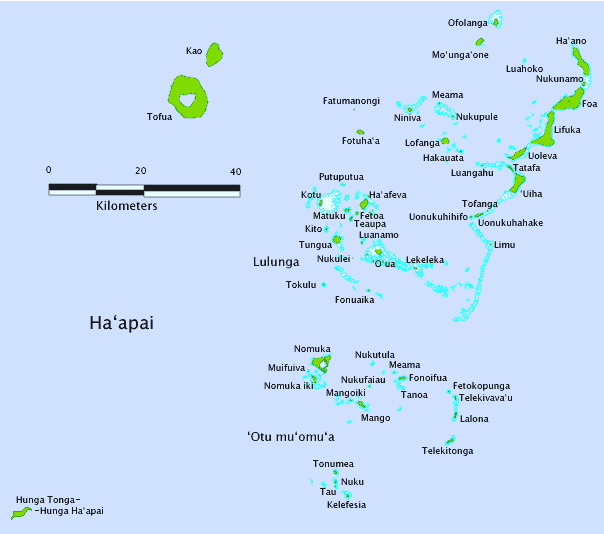
De Ha'apai eilandengroep

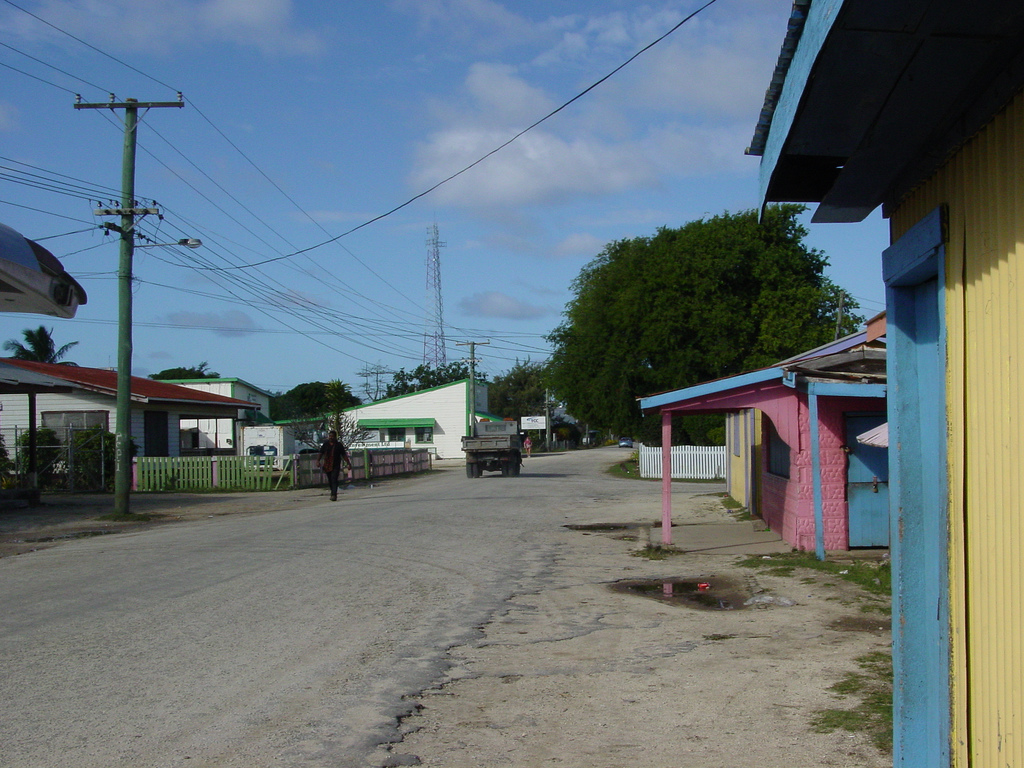
Straatbeeld in Pangai op het eiland Lifuka.

Ha'apai is de naam van een groep eilanden die deel uitmaken van het koninkrijk van Tonga in de Stille Oceaan. Zeventien van de eilanden zijn bewoond.
Twee van de grotere eilanden zijn Lifuka en Foa, die samen 4249 inwoners hebben. Daarna komen Nukunamo en Ha'ano die samen 4 dorpen en 728 inwoners hebben.
Ten zuiden van deze eilanden ligt Uiha, waar een oude begraafplaats en monumenten zijn.
Op 11 januari 2014 trok de tropische cycloon Ian over de Vava'u- en Ha'apai-eilanden. De orkaan had de hoogste categorie, 5 op de schaal van Saffir-Simpson, met rukwinden tot 287 km/u. Later werd dat teruggebracht tot categorie 4. Dezelfde dag werd de noodtoestand afgekondigd. Er was 1 dode; zo'n 2.300 mensen moesten hun huis verlaten. 1130 gebouwen werden beschadigd, de helft daarvan werd vernield en 34% ervan liep ernstige schade op.